# Zonas de la Ciudad de Guatemala

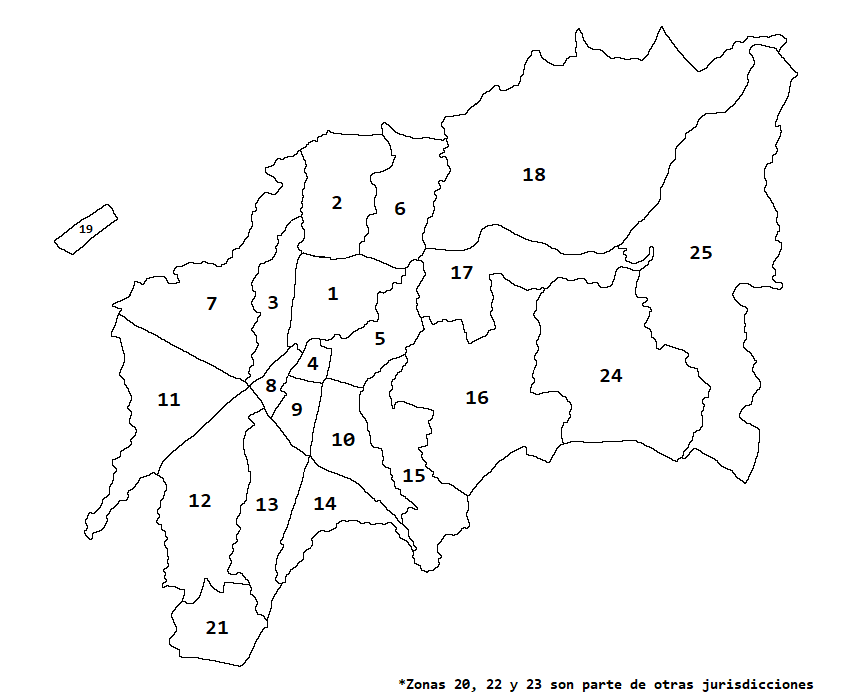
Mapas de la Ciudad de Guatemala, dividida en zonas.

La Ciudad de Guatemala se divide en 22 Espacios Urbanos, llamados comúnmente Zonas. (Los números de las zonas son 1 a 25, pero las zonas 20, 22, y 23 no existen.) No hay que confundirlos con los Departamentos de Guatemala, las entidades subnacionales en las que se divide el territorio de Guatemala, ni tampoco con los municipios del Departamento de Guatemala. La definición de las Zonas de la ciudad está basado en un sistema de espiral que se desenvuelve en dirección opuesta a las agujas del reloj.

## Historia
Durante la alcaldía de Mario Méndez Montenegro (1945-1949), Raúl Aguilar Batres fue regidor municipal. En 1949 fue elegido como alcalde su amigo, el ingeniero Martín Prado Vélez, quien nombró a Aguilar Batres como jefe del Departamento de Planificación de la Municipalidad de Guatemala; durante esta época desarrolló los siguientes proyectos:
- Propuso la división de la ciudad en 25 zonas ubicadas en espiral alrededor de la zona central para facilitar el crecimiento de la ciudad.
- Diseñó una enumeración sistemática de las calles, denominando los caminos que conducen de norte a sur como «avenidas», y los que conducen de oeste a este como «calles». Números con guion serían asignados a cada edificio o vivienda según el camino transversal más cercano y la distancia en metros desde tal camino; posteriormente el sistema fue adoptado por otras ciudades guatemaltecas, como Quetzaltenango.
- Proyectó las vías para lo que luego sería el Centro Cívico de la ciudad.
- Trabajó en la prolongación definitiva de la 6.ª avenida sur y el enlace de la avenida Bolívar con las denominadas «cinco calles»[b]
- Trazó la Avenida de las Américas, y para la cual se negó a la presión de los constructores para que la avenida fuera más estrecha.
- Planificó el anteproyecto del Anillo Periférico y sus ramificaciones, pero este proyecto se desarrolló hasta casi veinte años después.
- Diseñó una «máquina sistematizadora de impulsos eléctricos», parecida a un semáforo, la cual funcionó por un tiempo en el crucero de la 20 calle y 6.ª avenida sur de la zona 1.

A Aguilar Batres también se le debe el proyecto de la ampliación de la ciudad de Guatemala hacia el sur, el cual impulsó a mediados del siglo xx, en un período de aproximadamente 15 años.

### Raúl Aguilar Batres
Raúl Aguilar Batres era hijo del coronel e ingeniero Rodolfo Aguilar Batres y de Ernestina Aguilar Valenzuela; decidió utilizar los apellidos de su padre en vez del «Aguilar Aguilar» que le hubiera correspondido por el apellido de su madre.  Fue un estudiante distinguido en el colegio «La Preparatoria» y en el «Instituto Modelo». En 1939 se graduó de la Escuela Facultativa de Ingeniería de la Universidad Nacional con el título de ingeniero civil y fue el colegiado No.87 del Colegio de Ingenieros de Guatemala.
Trabajó como catedrático universitario e ingeniero auxiliar de la Comisión Mixta de Límites con México, para lo cual tuvo que pasar duros meses en la selva de El Petén. Luego de esto, trazó la carretera al Lago de Izabal desde Los Amates, en la frontera entre Guatemala y Honduras.  Y en los últimos años de la presidencia del general Jorge Ubico ocupó el puesto de jefe de Cartografía de la Dirección General de Caminos. En 1940 se casó con Luisa Eugenia Arrivillaga, con quien tuvo cinco hijos: Raúl, Rodolfo, Eduardo, María Fernanda y Luisa Eugenia Aguilar Arrivillaga.

## Descripción
Las Zonas de la ciudad están dispuestos en espiral en dirección opuesta a las agujas del reloj, comenzando por la Zona 1 o Centro histórico, en el centro de la ciudad. Los principales criterios en los que se basó el urbanista Raúl Aguilar Bátres fueron: La división que se establecía en la ciudad a través de las principales vías de acceso y la división de las aguas que pasan por el centro del valle en donde se asienta la ciudad. El motivo por el que no existen las zonas 20, 22 y 23 es porque luego de la distribución, se detectó que esas zonas pertenecían a distintos municipios y en realidad no eran territorio de la Ciudad de Guatemala. Al realizarse los censos de 1964 en la ciudad se incorporaron las zonas 16, 17, 18, 19, 21, 24 y 25; en ese entonces la zona 19 pertenecía al municipio de Chinautla, la zona 20 entre los municipios de Mixco y Villa Nueva, y la zona 22 al municipio de Santa Catarina Pinula. En 1972 se incorpora la zona 19 a la Ciudad de Guatemala y se delimitan las 22 zonas que están dentro del territorio de la Ciudad de Guatemala y se asignan las otras zonas a los municipios conurbados a la ciudad.

### Población

Mapa por Zona de la Ciudad de Guatemala según su Población
.
> 200,000 (1)
> 100,000 (1)
50,000 - 99,000 (3)
30,000 - 49,999 (4)
20,000 - 29,999 (6)
10,000 - 19,999 (3)
800 - 9,900 (4)

Ciudad de Guatemala cuenta con una población de 923 392 personas según el Censo 2018 del INE . La zona más poblada de la ciudad es la Zona 18 el cual posee 205 204 habitantes, lo cual equivale al 22% de la población total seguidas de la Zona 7 (137 029) y Zona 21 (80 215) mientras la menos poblada es la Zona 9 con solamente 863 habitantes seguidas Zona 4 (2 375) y Zona 10 (7 700).
La Ciudad de Guatemala fue el único municipio de Guatemala que presentó una disminución de población, esto se debe a la alta omisión censal , la cual representó alrededor del 10% , siendo la mayor, esto se debe a diversos factores como el difícil acceso a varias viviendas asediadas por la violencia.  
| Población por zonas | Población por zonas | Población por zonas |
| Zona                | Población           | Población           |
| Zona                | 2018                | 2002                |
| ------------------- | ------------------- | ------------------- |
| Zona 1              | 46 215              | 67 489              |
| Zona 2              | 24 185              | 22 175              |
| Zona 3              | 41 148              | 25 501              |
| Zona 4              | 2 375               | 1 821               |
| Zona 5              | 52 970              | 65 578              |
| Zona 6              | 70 778              | 76 580              |
| Zona 7              | 137 029             | 139 269             |
| Zona 8              | 9 829               | 12 439              |
| Zona 9              | 863                 | 1 750               |
| Zona 10             | 7 700               | 12 090              |
| Zona 11             | 35 003              | 39 669              |
| Zona 12             | 28 595              | 43 398              |
| Zona 13             | 25 850              | 26 734              |
| Zona 14             | 16 390              | 18 322              |
| Zona 15             | 11 192              | 14 549              |
| Zona 16             | 38 996              | 19 499              |
| Zona 17             | 20 498              | 22 296              |
| Zona 18             | 205 204             | 198 850             |
| Zona 19             | 20 329              | 24 644              |
| Zona 21             | 80 215              | 75 265              |
| Zona 24             | 19 488              | 14 810              |
| Zona 25             | 28 540              | 19 620              |
| Ciudad de Guatemala | 923 392             | 942 348             |

###### Por Género
Zona 4 es la única zona que presenta más hombres que mujeres , sin embargo , en cuanto a porcentajes las Zonas 18 ,24 y 25 presentan una mayor proporción de hombres . En cambio la Zona 15 , Zona 14 y Zona 11 presentan una mayor proporción de mujeres.
| Zona                | Total   | Hombre  | H %  | Mujer   | M %  |
| ------------------- | ------- | ------- | ---- | ------- | ---- |
| Zona 1              | 46 215  | 22 129  | 47.8 | 24 086  | 52.2 |
| Zona 2              | 24 185  | 11 175  | 46.2 | 13 010  | 53.8 |
| Zona 3              | 41 148  | 19 608  | 47.6 | 21 540  | 52.4 |
| Zona 4              | 2 375   | 1 348   | 56.7 | 1 027   | 43.3 |
| Zona 5              | 52 970  | 24 870  | 46.9 | 28 100  | 53.1 |
| Zona 6              | 70 778  | 33 951  | 48.0 | 36 827  | 52.0 |
| Zona 7              | 137 029 | 64 426  | 47.0 | 72 603  | 53.0 |
| Zona 8              | 9 829   | 4 698   | 47.8 | 5 131   | 52.2 |
| Zona 9              | 863     | 410     | 47.5 | 453     | 52.5 |
| Zona 10             | 7 700   | 3 590   | 46.6 | 4 110   | 53.4 |
| Zona 11             | 35 003  | 16 098  | 46.0 | 18 905  | 54.0 |
| Zona 12             | 28 595  | 13 462  | 47.1 | 15 133  | 52.9 |
| Zona 13             | 25 850  | 12 035  | 46.6 | 13 815  | 53.4 |
| Zona 14             | 16 390  | 7 459   | 45.5 | 8 931   | 54.5 |
| Zona 15             | 11 192  | 4 887   | 43.7 | 6 305   | 56.3 |
| Zona 16             | 38 996  | 18 214  | 46.7 | 20 782  | 53.3 |
| Zona 17             | 20 498  | 9 555   | 46.6 | 10 943  | 53.4 |
| Zona 18             | 205 204 | 99 782  | 48.6 | 105 422 | 51.4 |
| Zona 19             | 20 329  | 9 619   | 47.3 | 10 710  | 52.8 |
| Zona 21             | 80 215  | 38 060  | 47.7 | 42 155  | 52.3 |
| Zona 24             | 19 488  | 9 385   | 48.1 | 10 103  | 51.9 |
| Zona 25             | 28 540  | 13 934  | 48.8 | 14 606  | 51.2 |
| Ciudad de Guatemala | 923 392 | 438 695 | 47.5 | 484 697 | 52.5 |

Pueblo de Pertenencia
La Ciudad de Guatemala cuenta con una gran proporción de autodenominantes Ladinos con un 91.3% , Mayas con 7.1% , Extranjero 1.0% y Otras 0.6%.
Siendo las zonas más alejadas Zona 24 y Zona 25 las que presentan mayor proporción ladina , los mayas se encuentran más proporcionados en el centro de la ciudad Zona 4 y Zona 8 mientras los extranjeros se visualizan más en las zonas más desarrolladas con mucha diferencia Zona 9 , Zona 10 , Zona 14 y Zona 15 .
| Zona                | Población | Ladino  | Ladino | Maya   | Maya | Garifuna | Garifuna | Xinka | Xinka | Creole | Creole | Extranjero | Extranjero |
| Zona                | Total Pob | Total   | %      | Total  | %    | Total    | %        | Total | %     | Total  | %      | Total      | %          |
| ------------------- | --------- | ------- | ------ | ------ | ---- | -------- | -------- | ----- | ----- | ------ | ------ | ---------- | ---------- |
| Zona 1              | 46 215    | 37 216  | 80.5   | 8 039  | 17.4 | 112      | 0.2      | 64    | 0.1   | 208    | 0.4    | 576        | 1.2        |
| Zona 2              | 24 185    | 22 417  | 92.7   | 1 396  | 5.8  | 45       | 0.2      | 18    | 0.07  | 32     | 0.1    | 277        | 1.1        |
| Zona 3              | 41 148    | 36 016  | 87.5   | 4 663  | 11.3 | 61       | 0.1      | 28    | 0.06  | 90     | 0.2    | 290        | 0.7        |
| Zona 4              | 2 375     | 1 306   | 55.0   | 1 025  | 43.1 | 3        | 0.1      | 5     | 0.2   | 1      | 0.04   | 35         | 1.5        |
| Zona 5              | 52 970    | 49 990  | 94.4   | 2 560  | 4.8  | 86       | 0.2      | 37    | 0.07  | 57     | 0.1    | 240        | 0.4        |
| Zona 6              | 70 778    | 65 157  | 92.0   | 4 930  | 7.0  | 143      | 0.2      | 128   | 0.2   | 131    | 0.2    | 289        | 0.4        |
| Zona 7              | 137 029   | 124 902 | 91.1   | 10 569 | 7.7  | 196      | 0.1      | 127   | 0.09  | 539    | 0.4    | 696        | 0.5        |
| Zona 8              | 9 829     | 7 643   | 77.7   | 2 118  | 21.5 | 10       | 0.1      | 12    | 0.1   | 3      | 0.03   | 43         | 0.4        |
| Zona 9              | 863       | 645     | 74.7   | 105    | 12.1 | 1        | 0.1      | 1     | 0.1   | 2      | 0.2    | 109        | 12.6       |
| Zona 10             | 7 700     | 6 445   | 83.7   | 366    | 4.7  | 19       | 0.2      | 9     | 0.1   | 10     | 0.1    | 851        | 11.0       |
| Zona 11             | 35 003    | 31 658  | 90.4   | 2 250  | 6.4  | 59       | 0.2      | 12    | 0.03  | 58     | 0.2    | 966        | 2.7        |
| Zona 12             | 28 595    | 26 215  | 91.7   | 1 911  | 6.7  | 64       | 0.2      | 73    | 0.2   | 65     | 0.2    | 267        | 0.9        |
| Zona 13             | 25 850    | 23 030  | 89.1   | 2 257  | 8.7  | 63       | 0.2      | 94    | 0.4   | 58     | 0.2    | 348        | 1.3        |
| Zona 14             | 16 390    | 14 294  | 87.2   | 717    | 4.4  | 30       | 0.2      | 19    | 0.1   | 9      | 0.05   | 1 321      | 8.1        |
| Zona 15             | 11 192    | 9 942   | 88.8   | 439    | 3.9  | 5        | 0.04     | 5     | 0.04  | 1      | 0.00   | 800        | 7.1        |
| Zona 16             | 38 996    | 36 460  | 93.5   | 1 466  | 3.8  | 52       | 0.1      | 46    | 0.1   | 55     | 0.1    | 917        | 2.3        |
| Zona 17             | 20 498    | 19 264  | 94.0   | 956    | 4.7  | 46       | 0.2      | 32    | 0.1   | 64     | 0.3    | 136        | 0.7        |
| Zona 18             | 205 204   | 193 100 | 94.1   | 10 102 | 4.9  | 417      | 0.2      | 242   | 0.1   | 458    | 0.2    | 885        | 0.4        |
| Zona 19             | 20 329    | 18 117  | 89.1   | 2 123  | 10.4 | 17       | 0.08     | 10    | 0.04  | 4      | 0.02   | 58         | 0.3        |
| Zona 21             | 80 215    | 73 531  | 91.7   | 5 860  | 7.3  | 157      | 0.2      | 87    | 0.1   | 206    | 0.3    | 374        | 0.5        |
| Zona 24             | 19 488    | 18 686  | 95.9   | 685    | 3.5  | 26       | 0.1      | 11    | 0.05  | 24     | 0.1    | 56         | 0.3        |
| Zona 25             | 28 540    | 27 215  | 95.4   | 1 121  | 3.9  | 36       | 0.1      | 22    | 0.07  | 48     | 0.2    | 98         | 0.3        |
| Ciudad de Guatemala | 923 392   | 843 249 | 91.3   | 65 658 | 7.1  | 1 648    | 0.2      | 1 082 | 0.2   | 2 123  | 0.2    | 9 632      | 1.0        |

### Demografía
| Zona                | Código Postal       | Viviendas Totales | Superficie |
| ------------------- | ------------------- | ----------------- | ---------- |
| Zona 1              | 01001               | 14,963            | 6.4 km²    |
| Zona 2              | 01002               | 8,770             | 8.4 km²    |
| Zona 3              | 01003               | 11,961            | 4.2 km²    |
| Zona 4              | 01004               | 820               | 1.0 km²    |
| Zona 5              | 01005               | 16,417            | 5.4 km²    |
| Zona 6              | 01006               | 20,501            | 7.3 km²    |
| Zona 7              | 01007               | 37,575            | 12.7 km²   |
| Zona 8              | 01008               | 3,224             | 1.3 km²    |
| Zona 9              | 01009               | 614               | 2.4 km²    |
| Zona 10             | 01010               | 4,510             | 5.5 km²    |
| Zona 11             | 01011               | 12,538            | 11.4 km²   |
| Zona 12             | 01012               | 9,049             | 12.1 km²   |
| Zona 13             | 01013               | 7,994             | 8.1 km²    |
| Zona 14             | 01014               | 7,354             | 4.7 km²    |
| Zona 15             | 01015               | 5,967             | 9.4 km²    |
| Zona 16             | 01016               | 13,777            | 19.7 km²   |
| Zona 17             | 01017               | 6,470             | 10.0 km²   |
| Zona 18             | 01018               | 59,765            | 43.6 km²   |
| Zona 19             | 01019               | 5,968             | 1.1 km²    |
| Zona 21             | 01021               | 22,766            | 5.5 km²    |
| Zona 24             | 01024               | 5,437             | 17.6 km²   |
| Zona 25             | 01025               | 7,446             | 30.9 km²   |
| Ciudad de Guatemala | Ciudad de Guatemala | 283,886           | 228.7 km²  |

## Índice de Desarrollo Humano por Zona

IDH 2018 0,792'IDH 2002 0,749
Mapa por Zona de la Ciudad de Guatemala según Indice de Desarrollo Humano 2002 Y 2018.
> 0.900
(0.850 - 0.899)
(0.800 - 0.849)
(0.750 - 0.799)
(0.700 - 0.749)
(0.650 - 0.699)

Índice de Desarrollo Humano por zona de  Ciudad de Guatemala según las variables y compuestos basados en el Informe de Desarrollo Humano   « La celeridad del cambio, una mirada territorial del desarrollo humano 2002 - 2019 - PNUD Guatemala».Los datos presentados se dividen en tres pilares Salud, Educación y Nivel de Vida. Se actualizan los datos de salud ,educación y nivel de vida de cada zona . En la siguiente tabla, se logra observar que las zonas más desarrolladas son la Zona 15 , 10 y 2 superando la cifra de 0,900 , en el ámbito de las Zona 10 (0,912) y Zona 15 (0,923) destacan en el punteo del Nivel de Vida o bien Economía entre sus habitantes. La Zona 2 (0,910) , lidera en el ámbito educativo con una gran cantidad de su población con el nivel educativo Superior. La única zona con nivel de desarrollo medio es la Zona 4 que ostenta un desarrollo de a duras penas (0,667) , probablemente se debe a su volatilidad en la población que vive en ella al ser la zona más pequeña, esta se ve muy perjudicado en el ámbito educativo. Otras zonas poco desarrolladas se pueden mencionar Zona 19 (0,718) , Zona 24 (0,707) y  Zona 25 (0,709)  que está en el ocaso del desarrollo alto. Se destaca el desarrollo de las zonas 9,11,16 y 14 que también presentan elevados índices en el IDH.
| Zona                | IDH 2018 | IDH 2002 | Categoría | Población | Salud | Educación | Nivel de Vida |
| ------------------- | -------- | -------- | --------- | --------- | ----- | --------- | ------------- |
| Zona 1              | 0,783    | 0,738    | Alto      | 46 215    | 0.906 | 0.678     | 0.780         |
| Zona 2              | 0,910    | 0,830    | Muy Alto  | 24 185    | 0.954 | 0.871     | 0.908         |
| Zona 3              | 0,772    | 0,723    | Alto      | 41 148    | 0.914 | 0.666     | 0.755         |
| Zona 4              | 0,664    | 0,657    | Medio     | 2 375     | 0.909 | 0.509     | 0.633         |
| Zona 5              | 0,807    | 0,763    | Muy Alto  | 52 970    | 0.923 | 0.713     | 0.799         |
| Zona 6              | 0,796    | 0,755    | Alto      | 70 778    | 0.939 | 0.688     | 0.780         |
| Zona 7              | 0,772    | 0,733    | Alto      | 137 029   | 0.929 | 0.648     | 0.765         |
| Zona 8              | 0,765    | 0,711    | Alto      | 9 829     | 0.932 | 0.626     | 0.766         |
| Zona 9              | 0,890    | 0,802    | Muy Alto  | 863       | 0.977 | 0.838     | 0.862         |
| Zona 10             | 0,912    | 0,844    | Muy Alto  | 7 700     | 0.974 | 0.854     | 0.911         |
| Zona 11             | 0,882    | 0,839    | Muy Alto  | 35 003    | 0.966 | 0.803     | 0.885         |
| Zona 12             | 0,837    | 0,788    | Muy Alto  | 28 595    | 0.946 | 0.745     | 0.832         |
| Zona 13             | 0,797    | 0,743    | Alto      | 25 850    | 0.943 | 0.694     | 0.772         |
| Zona 14             | 0,859    | 0,790    | Muy Alto  | 16 390    | 0.955 | 0.771     | 0.861         |
| Zona 15             | 0,923    | 0,870    | Muy Alto  | 11 192    | 0.978 | 0.867     | 0.926         |
| Zona 16             | 0,863    | 0,785    | Muy Alto  | 38 996    | 0.945 | 0.784     | 0.867         |
| Zona 17             | 0,844    | 0,794    | Muy Alto  | 20 498    | 0.939 | 0.753     | 0.851         |
| Zona 18             | 0,767    | 0,721    | Alto      | 205 204   | 0.917 | 0.636     | 0.774         |
| Zona 19             | 0,715    | 0,709    | Alto      | 20 329    | 0.810 | 0.621     | 0.725         |
| Zona 21             | 0,790    | 0,744    | Alto      | 80 215    | 0.939 | 0.667     | 0.787         |
| Zona 24             | 0,700    | 0,666    | Alto      | 19 488    | 0,853 | 0.579     | 0.695         |
| Zona 25             | 0,703    | 0,667    | Alto      | 28 540    | 0,862 | 0.568     | 0.708         |
| Ciudad de Guatemala | 0,792    | 0,749    | Alto      | 923 392   | 0.925 | 0.680     | 0.789         |

##### Crecimiento en el IDH de las Zonas
Se destaca el crecimiento desde el 2002 al 2018 , de las Zonas 2 , 8 , 14 ,16 y 21 que han sido las que han destacado en el crecimiento y por lo tanto haber contribuido en el desarrollo de la Ciudad. En las zonas con mayor estanco se encuentran la 4 y 19 que a lo largo del tiempo han tenido dificultades para promover un desarrollo con equidad.
| Zona                | Crecimiento IDH | Dif.    |
| ------------------- | --------------- | ------- |
| Zona 1              | ▲ 6,3%          | ▲ 0,004 |
| Zona 2              | ▲ 9,3%          | ▲ 0,005 |
| Zona 3              | ▲ 7,4%          | ▲ 0,004 |
| Zona 4              | ▲ 0,14%         | 0       |
| Zona 5              | ▲ 6,1%          | ▲ 0,004 |
| Zona 6              | ▲ 5,9%          | ▲ 0,002 |
| Zona 7              | ▲ 6,5%          | ▲ 0,003 |
| Zona 8              | ▲ 8,3%          | ▲ 0,004 |
| Zona 9              | ▲ 7,5%          | ▲ 0,004 |
| Zona 10             | ▲ 6,4%          | ▲ 0,003 |
| Zona 11             | ▲ 4,5%          | ▲ 0,002 |
| Zona 12             | ▲ 6,4%          | ▲ 0,003 |
| Zona 13             | ▲ 7,3%          | ▲ 0,003 |
| Zona 14             | ▲ 8,0%          | ▲ 0,004 |
| Zona 15             | ▲ 4,9%          | ▲ 0,003 |
| Zona 16             | ▲ 9,1%          | ▲ 0,005 |
| Zona 17             | ▲ 6,4%          | ▲ 0,003 |
| Zona 18             | ▲ 7,3%          | ▲ 0,003 |
| Zona 19             | ▲ 2,1%          | ▲ 0,001 |
| Zona 21             | ▲ 8,9%          | ▲ 0,004 |
| Zona 24             | ▲ 6,7%          | ▲ 0,003 |
| Zona 25             | ▲ 6,7%          | ▲ 0,003 |
| Ciudad de Guatemala | ▲ 5,6%          | ▲ 0,003 |

### Condiciones de Vida
Según datos del censo 2018, datos de lugares poblados. Datos de materiales de pisos y paredes y acceso a agua. Siendo las mejor evaluadas Zona 11 con 0.967 seguido de Zona 2 con 0.957 y Zona 6 con 0.952  mientras las que poseen una peor calidad de vivienda se encuentran Zona 19 con 0.817 y Zona 24 con 0.853 y Zona 25 con 0.867 . El promedio es de la Ciudad de Guatemala es de 0.925 .
| Zona                | Viviendas Totales | Condiciones de Vida   | Condiciones de Vida   | Condiciones de Vida   | Condiciones de Vida | Condiciones de Vida | Condiciones de Vida | Condiciones de Vida | Condiciones de Vida | Condiciones de Vida | Condiciones de Vida | Condiciones de Vida |
| Zona                | Viviendas Totales | Pared (Material Apto) | Pared (Material Apto) | Pared (Material Apto) | Piso (Tierra)       | Piso (Tierra)       | Piso (Tierra)       | Posse Tubería/Pozo  | Posse Tubería/Pozo  | Posse Tubería/Pozo  | Indicador Salud     | Indicador Salud     |
| Zona                | Viviendas Totales | 2018                  | 2002                  | IND                   | 2018                | 2002                | IND                 | 2018                | 2002                | IND                 | 2018                | 2002                |
| ------------------- | ----------------- | --------------------- | --------------------- | --------------------- | ------------------- | ------------------- | ------------------- | ------------------- | ------------------- | ------------------- | ------------------- | ------------------- |
| Zona 1              | 14,963            | 82%                   | 76%                   | 0.795                 | 2%                  | 3%                  | 0.980               | 96,4                | 84,7                | 0.943               | 0.906               | 0.860               |
| Zona 2              | 8,770             | 93%                   | 88%                   | 0.901                 | 0%                  | 1%                  | 1.000               | 98,4                | 93,1                | 0.962               | 0.954               | 0.935               |
| Zona 3              | 11,961            | 83%                   | 71%                   | 0.813                 | 2%                  | 5%                  | 0.980               | 96,9                | 75,9                | 0.948               | 0.914               | 0.808               |
| Zona 4              | 820               | 91%                   | 69%                   | 0.882                 | 0%                  | 1%                  | 1.000               | 86,4                | 72,6                | 0.845               | 0.909               | 0.803               |
| Zona 5              | 16,417            | 89%                   | 85%                   | 0.867                 | 1%                  | 2%                  | 0.990               | 93,3                | 84,3                | 0.912               | 0.923               | 0.892               |
| Zona 6              | 20,501            | 91%                   | 88%                   | 0.884                 | 2%                  | 3%                  | 0.980               | 97,6                | 87,4                | 0.954               | 0.939               | 0.909               |
| Zona 7              | 37,575            | 89%                   | 84%                   | 0.872                 | 3%                  | 5%                  | 0.970               | 96,7                | 79,1                | 0.945               | 0.929               | 0.862               |
| Zona 8              | 3,224             | 87%                   | 74%                   | 0.854                 | 1%                  | 2%                  | 0.990               | 97,2                | 74,8                | 0.951               | 0.932               | 0.824               |
| Zona 9              | 614               | 98%                   | 95%                   | 0.960                 | 0%                  | 0%                  | 1.000               | 99,4                | 98,3                | 0.972               | 0.977               | 0.975               |
| Zona 10             | 4,510             | 98%                   | 94%                   | 0.954                 | 0%                  | 1%                  | 1.000               | 98,9                | 94,2                | 0.967               | 0.974               | 0.959               |
| Zona 11             | 12,538            | 96%                   | 91%                   | 0.936                 | 0%                  | 1%                  | 1.000               | 98,5                | 92,5                | 0.963               | 0.966               | 0.943               |
| Zona 12             | 9,049             | 92%                   | 85%                   | 0.899                 | 1%                  | 2%                  | 0.990               | 97,1                | 85,1                | 0.950               | 0.946               | 0.895               |
| Zona 13             | 7,994             | 93%                   | 86%                   | 0.903                 | 2%                  | 4%                  | 0.980               | 96,7                | 80,0                | 0.946               | 0.943               | 0.875               |
| Zona 14             | 7,354             | 96%                   | 88%                   | 0.940                 | 0%                  | 2%                  | 1.000               | 94,5                | 84,0                | 0.924               | 0.955               | 0.901               |
| Zona 15             | 5,967             | 99%                   | 97%                   | 0.964                 | 0%                  | 1%                  | 1.000               | 99,2                | 92,8                | 0.970               | 0.978               | 0.964               |
| Zona 16             | 13,777            | 94%                   | 88%                   | 0.912                 | 1%                  | 4%                  | 0.990               | 95,4                | 80,3                | 0.933               | 0.945               | 0.882               |
| Zona 17             | 6,470             | 93%                   | 91%                   | 0.908                 | 3%                  | 3%                  | 0.970               | 96,2                | 80,7                | 0.940               | 0.939               | 0.897               |
| Zona 18             | 59,765            | 90%                   | 88%                   | 0.897                 | 4%                  | 5%                  | 0.960               | 91,4                | 80,6                | 0.894               | 0.917               | 0.880               |
| Zona 19             | 5,968             | 85%                   | 81%                   | 0.842                 | 1%                  | 2%                  | 0.990               | 61,1                | 86,1                | 0.597               | 0.810               | 0.885               |
| Zona 21             | 22,766            | 89%                   | 84%                   | 0.885                 | 3%                  | 7%                  | 0.970               | 98,2                | 79,1                | 0.961               | 0.939               | 0.855               |
| Zona 24             | 5,437             | 85%                   | 82%                   | 0.840                 | 7%                  | 7%                  | 0.930               | 80,5                | 84,1                | 0.788               | 0,853               | 0.865               |
| Zona 25             | 7,446             | 84%                   | 82%                   | 0.824                 | 10%                 | 9%                  | 0.900               | 88,2                | 79,7                | 0.863               | 0,862               | 0.844               |
| Ciudad de Guatemala | 923,392           | 88%                   | 85%                   | 0.880                 | 3%                  | 4%                  | 0.970               | 92,2%               | 82,9%               | 0.922               | 0.925               | 0.881               |

## Educación

#### Nivel de Escolaridad
Nivel de escolaridad de la población mayor de 4 años. según zona .
| Zona                | Ninguno | Ninguno | Educación Primaria | Educación Primaria | Educación Primaria | Educación Primaria | Educación Primaria | Educación Primaria | Educación Media | Educación Media | Educación Media | Educación Media | Educación Superior | Educación Superior | Educación Superior | Educación Superior |
| Zona                | Ninguno | Ninguno | Pre Primaria       | Pre Primaria       | Primaria           | Primaria           | Primaria           | Primaria           | Básicos         | Básicos         | Diversificado   | Diversificado   | Licenciatura       | Licenciatura       | Posgrado           | Posgrado           |
| Zona                | 0       | %       | 1/2                | %                  | 1 - 3              | %                  | 4 - 6              | %                  | 7 - 9           | %               | 10 - 11         | %               | 12 - 16            | %                  | 17 - 19            | %                  |
| ------------------- | ------- | ------- | ------------------ | ------------------ | ------------------ | ------------------ | ------------------ | ------------------ | --------------- | --------------- | --------------- | --------------- | ------------------ | ------------------ | ------------------ | ------------------ |
| Zona 1              | 2 829   | 6.5     | 1 821              | 4.2                | 3 982              | 9.1                | 7 234              | 16.6               | 6 696           | 15.4            | 12 462          | 28.6            | 7 651              | 17.6               | 847                | 1.9                |
| Zona 2              | 632     | 2.7     | 944                | 4.0                | 1 359              | 5.8                | 2 423              | 10.4               | 2 712           | 11.7            | 5 960           | 25.6            | 7 857              | 33.8               | 1 366              | 5.9                |
| Zona 3              | 2 504   | 6.5     | 2 158              | 5.6                | 4 180              | 10.8               | 7 763              | 20.1               | 7 190           | 18.7            | 10 161          | 26.4            | 4 201              | 10.9               | 384                | 1.0                |
| Zona 4              | 319     | 14.6    | 87                 | 4.0                | 329                | 15.0               | 498                | 22.7               | 255             | 11.6            | 374             | 17.1            | 274                | 12.5               | 56                 | 2.6                |
| Zona 5              | 2 721   | 5.4     | 2 172              | 4.3                | 4 509              | 9.0                | 9 276              | 18.5               | 9 786           | 19.5            | 13 123          | 26.2            | 7 637              | 15.2               | 869                | 1.7                |
| Zona 6              | 4 159   | 6.3     | 2 815              | 4.2                | 6 549              | 9.8                | 12 984             | 19.5               | 13 729          | 20.6            | 17 103          | 25.7            | 8 564              | 12.9               | 630                | 0.9                |
| Zona 7              | 9 388   | 7.3     | 5 506              | 4.3                | 14 087             | 11.0               | 25 396             | 19.8               | 25 061          | 19.6            | 32 788          | 25.6            | 14 322             | 11.2               | 1 484              | 1.2                |
| Zona 8              | 726     | 7.8     | 354                | 3.8                | 1 116              | 12.1               | 1 743              | 18.8               | 1 597           | 17.2            | 2 428           | 26.2            | 1 216              | 13.1               | 81                 | 0.9                |
| Zona 9              | 32      | 3.8     | 39                 | 4.6                | 35                 | 4.2                | 93                 | 11.0               | 60              | 7.1             | 205             | 24.3            | 279                | 33.1               | 99                 | 11.8               |
| Zona 10             | 189     | 2.6     | 232                | 3.1                | 335                | 4.5                | 561                | 7.6                | 577             | 7.8             | 1 479           | 20.0            | 2 814              | 38.1               | 1 200              | 16.2               |
| Zona 11             | 1 103   | 3.3     | 1 278              | 3.8                | 2 207              | 6.6                | 3 578              | 10.6               | 5 816           | 17.3            | 7 565           | 22.5            | 10 213             | 30.4               | 1 872              | 5.6                |
| Zona 12             | 1 254   | 4.6     | 1 018              | 3.7                | 2 095              | 7.7                | 4 302              | 15.8               | 4 259           | 15.6            | 7 753           | 28.4            | 5 899              | 21.6               | 691                | 2.5                |
| Zona 13             | 1 439   | 5.9     | 1 111              | 4.6                | 2 281              | 9.4                | 4 345              | 17.9               | 4 906           | 20.2            | 6 511           | 26.8            | 3 102              | 12.8               | 630                | 2.6                |
| Zona 14             | 593     | 3.8     | 760                | 4.9                | 1 105              | 7.1                | 1 964              | 12.7               | 2 313           | 14.9            | 3 131           | 20.2            | 3 995              | 25.8               | 1 628              | 10.5               |
| Zona 15             | 187     | 1.7     | 369                | 3.4                | 472                | 4.4                | 749                | 7.0                | 1 084           | 10.1            | 2 075           | 19.3            | 4 094              | 38.0               | 1 736              | 16.1               |
| Zona 16             | 1 591   | 4.3     | 1 768              | 4.8                | 3 420              | 9.3                | 4 674              | 12.7               | 5 660           | 20.1            | 7 417           | 20.1            | 9 318              | 25.3               | 3 041              | 8.2                |
| Zona 17             | 843     | 4.4     | 937                | 4.8                | 1 558              | 8.0                | 2 656              | 13.7               | 3 723           | 21.6            | 4 193           | 21.6            | 4 735              | 24.4               | 728                | 3.8                |
| Zona 18             | 13 732  | 7.2     | 8 728              | 4.6                | 21 910             | 11.4               | 38 935             | 20.3               | 39 673          | 25.4            | 48 810          | 25.4            | 18 497             | 9.6                | 1 521              | 0.8                |
| Zona 19             | 1 446   | 7.6     | 756                | 4.0                | 2 266              | 11.9               | 4 026              | 21.2               | 3 842           | 24.9            | 4 722           | 24.9            | 1 837              | 9.7                | 100                | 0.5                |
| Zona 21             | 4 956   | 6.6     | 3 807              | 5.1                | 8 358              | 11.2               | 13 869             | 18.5               | 13 858          | 27.6            | 20 652          | 27.6            | 8 716              | 11.7               | 585                | 0.8                |
| Zona 24             | 1 888   | 10.5    | 858                | 4.8                | 2 525              | 14.0               | 4 586              | 20.4               | 3 666           | 19.9            | 3 590           | 19.9            | 802                | 4.5                | 97                 | 0.5                |
| Zona 25             | 2 746   | 10.5    | 1 035              | 3.9                | 4 210              | 16.0               | 6 270              | 20.4               | 5 364           | 20.5            | 5 379           | 20.5            | 1 168              | 4.4                | 82                 | 0.3                |
| Ciudad de Guatemala | 55 277  | 6.4     | 38 553             | 4.4                | 88 888             | 10.2               | 157 925            | 18.2               | 161 827         | 18.7            | 217 881         | 25.1            | 127 191            | 14.7               | 19 727             | 2.3                |

#### Promedio de Escolaridad
Datos de Escolaridad , Población con 4 años o más y estimación con Población de 15 años o más. Cabe aclarar que el dato de nivel de escolaridad con 4 años o más es un dato oficial mientras el de 15 años o más es una estimación conforme al dato oficial. La Zona 10 y Zona 15 presentan los niveles de escolaridad más altos de la ciudad con 12,7 años promedio respectivamente mientras las zonas 24 y 25 son las menos escolarizadas con 8,1 y 8,2 años. La Zona 2 posse un nivel educativo muy alto con 0,852 seguidas Zona 15 con 0,833  y Zona 11 con 0,822 mientras las menos escolarizadas destacan la Zona 4 con 0,514  , la Zona 25 con 0,579 y la Zona 24 con 0,594 .
| Años Promedio de Escolaridad | Población >4 | Promedio de Escolaridad | Promedio de Escolaridad | Esperanza Escolaridad | Esperanza Escolaridad | Indicador Educación | Indicador Educación |
| Zona                         | Población >4 | >25 años                | >25 años                | 4-29 años             | 2018                  | Indicador Educación | Indicador Educación |
| Zona                         | Población >4 | 2002                    | 2018*                   | 4-29 años             | 6-24 años             | 2018*               | 2002*               |
| ---------------------------- | ------------ | ----------------------- | ----------------------- | --------------------- | --------------------- | ------------------- | ------------------- |
| Zona 1                       | 43 522       | 8,47                    | 9,27                    | 15,2                  | 13,3                  | 0.678               | 0.627               |
| Zona 2                       | 23 253       | 10,40                   | 11,45                   | 19,5                  | 17,6                  | 0.871               | 0.805               |
| Zona 3                       | 38 541       | 7,99                    | 8,31                    | 15,9                  | 14,0                  | 0.666               | 0.630               |
| Zona 4                       | 2 192        | 8,02                    | 7,36                    | 9,5                   | 9,5                   | 0.509               | 0.503               |
| Zona 5                       | 50 093       | 8,22                    | 9,04                    | 16,7                  | 14,8                  | 0.713               | 0.657               |
| Zona 6                       | 66 533       | 7,82                    | 8,64                    | 16,3                  | 14,4                  | 0.688               | 0.636               |
| Zona 7                       | 128 032      | 7,94                    | 8,35                    | 15,2                  | 13,3                  | 0.648               | 0.612               |
| Zona 8                       | 9 261        | 7,90                    | 8,44                    | 14,3                  | 12,4                  | 0.626               | 0.586               |
| Zona 9                       | 842          | 9,50                    | 11,90                   | 15,9                  | 15,9                  | 0.838               | 0.681               |
| Zona 10                      | 7 387        | 10,46                   | 12,88                   | 17,2                  | 15,3                  | 0.854               | 0.746               |
| Zona 11                      | 33 632       | 10,06                   | 11,01                   | 17,6                  | 15,7                  | 0.803               | 0.744               |
| Zona 12                      | 27 271       | 9,00                    | 9,93                    | 16,8                  | 14,9                  | 0.745               | 0.689               |
| Zona 13                      | 24 325       | 7,88                    | 8,91                    | 16,2                  | 14,3                  | 0.694               | 0.635               |
| Zona 14                      | 15 489       | 9,03                    | 10,88                   | 16,6                  | 14,7                  | 0.771               | 0.682               |
| Zona 15                      | 10 766       | 11,26                   | 12,93                   | 17,6                  | 15,7                  | 0.867               | 0.786               |
| Zona 16                      | 36 889       | 8,30                    | 10,44                   | 17,6                  | 15,7                  | 0.784               | 0.685               |
| Zona 17                      | 19 373       | 8,90                    | 10,02                   | 17,0                  | 15,1                  | 0.753               | 0.691               |
| Zona 18                      | 191 806      | 7,17                    | 8,16                    | 15,0                  | 13,1                  | 0.636               | 0.578               |
| Zona 19                      | 18 995       | 7,12                    | 8,06                    | 14,6                  | 12,7                  | 0.621               | 0.568               |
| Zona 21                      | 74 801       | 8,14                    | 8,43                    | 15,8                  | 13,9                  | 0.667               | 0.632               |
| Zona 24                      | 18 012       | 5,55                    | 6,96                    | 14,4                  | 12,5                  | 0.579               | 0.510               |
| Zona 25                      | 26 254       | 5,91                    | 6,95                    | 14,0                  | 12,1                  | 0.568               | 0.511               |
| Ciudad de Guatemala          | 867 269      | 8,10                    | 8,86                    | 15,7                  | 13,8                  | 0.680               | 0.629               |

#### Tasa de Alfabetización
Según datos del censo 2018 , tasa de alfabetismo (mayores de 7 años) en Ciudad de Guatemala . En cuanto a niveles de alfabetismo se refiere la Zona 15 muestra el nivel más alto con un 99,2% de alfabetizados mientras la Zona 4 , muestra los peores índices con un 90,5%. El promedio en la Ciudad de Guatemala se sitúa en 96,3% obteniendo junto con Jocotenango los mejores indicadores de alfabetización entre todos los municipios del país.
| Zona                | Población >7 | Alfabeto | Analfabeto | %     | %     |
| Zona                | Población >7 | Alfabeto | Analfabeto | 2018  | 2002  |
| ------------------- | ------------ | -------- | ---------- | ----- | ----- |
| Zona 1              | 41 500       | 39 890   | 1 610      | 96.1  | 92.6  |
| Zona 2              | 22 403       | 22 143   | 260        | 98.8  | 96.1  |
| Zona 3              | 36 499       | 34 756   | 1 743      | 95.2  | 91.6  |
| Zona 4              | 2 062        | 1 867    | 195        | 90.5  | 86.2  |
| Zona 5              | 47 718       | 46 353   | 1 365      | 97.1  | 93.4  |
| Zona 6              | 63 314       | 60 929   | 2 385      | 96.2  | 92.4  |
| Zona 7              | 121 175      | 116 134  | 5 041      | 95.8  | 92.1  |
| Zona 8              | 8 808        | 8 415    | 393        | 95.5  | 91.1  |
| Zona 9              | 816          | 795      | 21         | 97.4  | 91.9  |
| Zona 10             | 7 152        | 7 074    | 78         | 98.9  | 95.7  |
| Zona 11             | 32 451       | 31 934   | 517        | 98.4  | 94.8  |
| Zona 12             | 26 200       | 25 618   | 582        | 97.8  | 94.1  |
| Zona 13             | 23 205       | 22 302   | 903        | 96.1  | 91.7  |
| Zona 14             | 14 817       | 14 513   | 304        | 97.9  | 93.4  |
| Zona 15             | 10 481       | 10 403   | 78         | 99.2  | 95.8  |
| Zona 16             | 35 163       | 34 309   | 854        | 97.5  | 91.9  |
| Zona 17             | 18 454       | 17 989   | 465        | 97.5  | 92.8  |
| Zona 18             | 181 373      | 173 729  | 7 644      | 95.8  | 90.5  |
| Zona 19             | 17 941       | 17 210   | 731        | 95.9  | 91.2  |
| Zona 21             | 70 609       | 67 858   | 2 751      | 96.1  | 92.7  |
| Zona 24             | 16 913       | 15 786   | 1 127      | 93.3  | 86.3  |
| Zona 25             | 24 487       | 23 161   | 1 326      | 94.6  | 87.2  |
| Ciudad de Guatemala | 823 541      | 793 168  | 30 373     | 96.3% | 92.2% |

### Economía
| Zona                | Dormitorios Por Hogar | Tasa Ocupación | NO Refrigerador | Indicador Economía | Indicador Economía |
| Zona                | Dormitorios Por Hogar | Tasa Ocupación | NO Refrigerador | 2018               | 2002               |
| ------------------- | --------------------- | -------------- | --------------- | ------------------ | ------------------ |
| Zona 1              | 2.15                  | 97.11          | 20.9            | 0.780              | 0.746              |
| Zona 2              | 2.79                  | 97.38          | 4.4             | 0.908              | 0.759              |
| Zona 3              | 2.08                  | 96.33          | 21.1            | 0.755              | 0.741              |
| Zona 4              | 1.54                  | 98.53          | 46.1            | 0.633              | 0.702              |
| Zona 5              | 2.26                  | 96.15          | 14.4            | 0.799              | 0.758              |
| Zona 6              | 2.18                  | 96.25          | 17.0            | 0.780              | 0.745              |
| Zona 7              | 2.17                  | 96.36          | 21.3            | 0.765              | 0.745              |
| Zona 8              | 2.22                  | 96.34          | 22.8            | 0.766              | 0.744              |
| Zona 9              | 2.15                  | 98.89          | 3.8             | 0.862              | 0.776              |
| Zona 10             | 2.5                   | 98.69          | 2.1             | 0.911              | 0.841              |
| Zona 11             | 2.67                  | 97.32          | 7.0             | 0.885              | 0.840              |
| Zona 12             | 2.41                  | 96.35          | 12.2            | 0.832              | 0.793              |
| Zona 13             | 2.07                  | 96.79          | 18.6            | 0.772              | 0.737              |
| Zona 14             | 2.47                  | 97.55          | 8.2             | 0.861              | 0.803              |
| Zona 15             | 2.65                  | 98.56          | 1.4             | 0.926              | 0.870              |
| Zona 16             | 2.67                  | 97.69          | 9.8             | 0.867              | 0.800              |
| Zona 17             | 2.54                  | 97.42          | 9.8             | 0.851              | 0.806              |
| Zona 18             | 2.24                  | 95.90          | 17.7            | 0.774              | 0.736              |
| Zona 19             | 1.92                  | 96.56          | 26.3            | 0.725              | 0.708              |
| Zona 21             | 2.29                  | 95.95          | 16.1            | 0.787              | 0.762              |
| Zona 24             | 1.85                  | 96.60          | 28.9            | 0.695              | 0.668              |
| Zona 25             | 1.99                  | 96.40          | 27.4            | 0.708              | 0.687              |
| Ciudad de Guatemala | 2.26                  | 96.51          | 16.8            | 0.789              | 0.757              |

## Pobreza por Zona

Pobreza General en Ciudad de Guatemala por Zona.

| Pobreza de Necesidades Insatisfechas por Zona Municipal | Pobreza de Necesidades Insatisfechas por Zona Municipal | Pobreza de Necesidades Insatisfechas por Zona Municipal | Pobreza de Necesidades Insatisfechas por Zona Municipal | Pobreza de Necesidades Insatisfechas por Zona Municipal |
| Zona                                                    | General                                                 | General                                                 | Extrema                                                 | Extrema                                                 |
| Zona                                                    | 2018                                                    | 2002                                                    | 2018                                                    | 2002                                                    |
| ------------------------------------------------------- | ------------------------------------------------------- | ------------------------------------------------------- | ------------------------------------------------------- | ------------------------------------------------------- |
| Zona 1                                                  | 11,8                                                    | 22,3                                                    | 1,1                                                     | 6,9                                                     |
| Zona 2                                                  | 4,2                                                     | 9,4                                                     | 0,2                                                     | 2,4                                                     |
| Zona 3                                                  | 14,6                                                    | 25,8                                                    | 1,8                                                     | 10,6                                                    |
| Zona 4                                                  | 28,0                                                    | 21,1                                                    | 7,6                                                     | 7,5                                                     |
| Zona 5                                                  | 9,4                                                     | 19,5                                                    | 1,2                                                     | 4,7                                                     |
| Zona 6                                                  | 12,3                                                    | 25,2                                                    | 1,6                                                     | 8,5                                                     |
| Zona 7                                                  | 13,4                                                    | 24,0                                                    | 2,6                                                     | 8,7                                                     |
| Zona 8                                                  | 12,6                                                    | 23,2                                                    | 1,3                                                     | 6,5                                                     |
| Zona 9                                                  | 19,2                                                    | 17,6                                                    | 0,0                                                     | 2,1                                                     |
| Zona 10                                                 | 8,3                                                     | 13,9                                                    | 0,2                                                     | 3,1                                                     |
| Zona 11                                                 | 5,7                                                     | 11,3                                                    | 0,3                                                     | 2,6                                                     |
| Zona 12                                                 | 7,8                                                     | 18,8                                                    | 0,8                                                     | 5,7                                                     |
| Zona 13                                                 | 16,1                                                    | 35,5                                                    | 2,7                                                     | 12,7                                                    |
| Zona 14                                                 | 19,2                                                    | 28,2                                                    | 1,1                                                     | 9,4                                                     |
| Zona 15                                                 | 7,2                                                     | 8,6                                                     | 0,1                                                     | 2,3                                                     |
| Zona 16                                                 | 19,9                                                    | 32,7                                                    | 2,4                                                     | 12,3                                                    |
| Zona 17                                                 | 14,6                                                    | 27,0                                                    | 2,6                                                     | 9,7                                                     |
| Zona 18                                                 | 20,2                                                    | 30,4                                                    | 5,6                                                     | 12,3                                                    |
| Zona 19                                                 | 29,1                                                    | 30,5                                                    | 5,1                                                     | 8,5                                                     |
| Zona 21                                                 | 13,1                                                    | 29,3                                                    | 2,1                                                     | 14,6                                                    |
| Zona 24                                                 | 39,8                                                    | 77,7                                                    | 14,4                                                    | 32,7                                                    |
| Zona 25                                                 | 41,9                                                    | 62,3                                                    | 14,6                                                    | 30,9                                                    |
| Ciudad de Guatemala                                     | 15,8                                                    | 26,1                                                    | 3,2                                                     | 9,8                                                     |

Homicidios
| Zona                 | Población            | Homicidios | Homicidios | Homicidios | Homicidios | Homicidios | Tasa Homicidios |
| Zona                 | Población            | 2025       | 2024       | 2023       | 2022       | 2021       | (2021-2024) P   |
| -------------------- | -------------------- | ---------- | ---------- | ---------- | ---------- | ---------- | --------------- |
| Zona 1               | 46,215               | 11         | 40         | 46         | 45         | 41         | 93.0            |
| Zona 2               | 24,185               | 3          | 3          | 8          | 25         | 11         | 48.7            |
| Zona 3               | 41,148               | 5          | 61         | 33         | 2          | 7          | 62.5            |
| Zona 4               | 2,375                | 2          | 7          | 13         | 14         | 20         | 82.7            |
| Zona 5               | 52,970               | 10         | 30         | 28         | 23         | 27         | 50.9            |
| Zona 6               | 70,778               | 13         | 50         | 57         | 81         | 62         | 88.3            |
| Zona 7               | 137,029              | 20         | 69         | 43         | 51         | 49         | 38.7            |
| Zona 8               | 9,829                | 0          | 8          | 16         | 8          | 6          | 96.7            |
| Zona 9               | 863                  | 3          | 15         | 7          | 11         | 14         | 96.5            |
| Zona 10              | 7,700                | 2          | 6          | 0          | 0          | 0          | 19.0            |
| Zona 11              | 35,003               | 6          | 23         | 15         | 39         | 21         | 69.0            |
| Zona 12              | 28,595               | 8          | 22         | 39         | 24         | 33         | 73.4            |
| Zona 13              | 25,850               | 6          | 13         | 10         | 12         | 8          | 41.5            |
| Zona 14              | 16,390               | 1          | 8          | 2          | 0          | 5          | 22.8            |
| Zona 15              | 11,192               | 1          | 1          | 2          | 1          | 1          | 11.1            |
| Zona 16              | 38,996               | 7          | 15         | 10         | 24         | 21         | 44.8            |
| Zona 17              | 20,498               | 7          | 15         | 17         | 16         | 14         | 75.6            |
| Zona 18              | 205,204              | 47         | 103        | 133        | 137        | 103        | 58.0            |
| Zona 19              | 20,329               | 1          | 11         | 12         | 15         | 11         | 60.2            |
| Zona 21              | 80,215               | 10         | 22         | 22         | 18         | 18         | 24.9            |
| Zona 24              | 19,488               | 17         | 8          | 0          | 0          | 0          | 25.6            |
| Zona 25              | 28,540               | 11         | 10         | 0          | 0          | 0          | 36.7            |
| Sin Datos / Ignorada | Sin Datos / Ignorada | 0          | 30         | 71         | 72         | 37         |                 |
| Ciudad de Guatemala  | 923,392              | 191        | 570        | 584        | 618        | 516        | 55.7            |